# Hrabstwo Logan (Wirginia Zachodnia)
Hrabstwo Logan (ang. Logan County) – hrabstwo w stanie Wirginia Zachodnia w Stanach Zjednoczonych. Obszar całkowity hrabstwa obejmuje powierzchnię 455,61 mil² (1180,02 km²). Według szacunków United States Census Bureau w roku 2010 miało 36 743 mieszkańców.

## Historia
Hrabstwo powstało w 1824 roku. 

### Bitwa pod Blair Mountain
W 1921 na trenie hrabstwa miała miejsce bitwa pod Blair Mountain, czyli zbrojne starcie uznawane za największy zbrojny konflikt wewnętrzny w historii Stanów Zjednoczonych po wojnie secesyjnej. W bitwie tej tysiące górników podjęło zbrojny marsz przeciwko siłom lokalnych władz i prywatnych najemników wynajętych przez właścicieli kopalń węgla, domagając się prawa do zrzeszania się w związkach zawodowych.

## Miasta
- Chapmanville
- Logan
- Man
- Mitchell Heights
- West Logan[7]

## CDP
- Accoville
- Amherstdale
- Big Creek
- Bruno
- Chauncey
- Henlawson
- Holden
- Kistler
- Mallory
- McConnell
- Monaville
- Mount Gay-Shamrock
- Neibert
- Omar
- Robinette
- Rossmore
- Sarah Ann
- Stollings
- Switzer
- Verdunville[7]

| Populacja hrabstwa w poprzednich latach | Populacja hrabstwa w poprzednich latach |
| Rok                                     | Liczba ludności                         |
| --------------------------------------- | --------------------------------------- |
| 1980                                    | 50 511                                  |
| 1990                                    | 43 032                                  |
| 2000                                    | 37 710                                  |
| 2010                                    | 36 743                                  |